# 2022年愛荷華州州務卿選舉
2022年愛荷華州州務卿選舉將於2022年11月8日舉行，選舉愛荷華州州務卿。現任共和黨州務卿保羅·佩特兢逐連任。